# Trojane

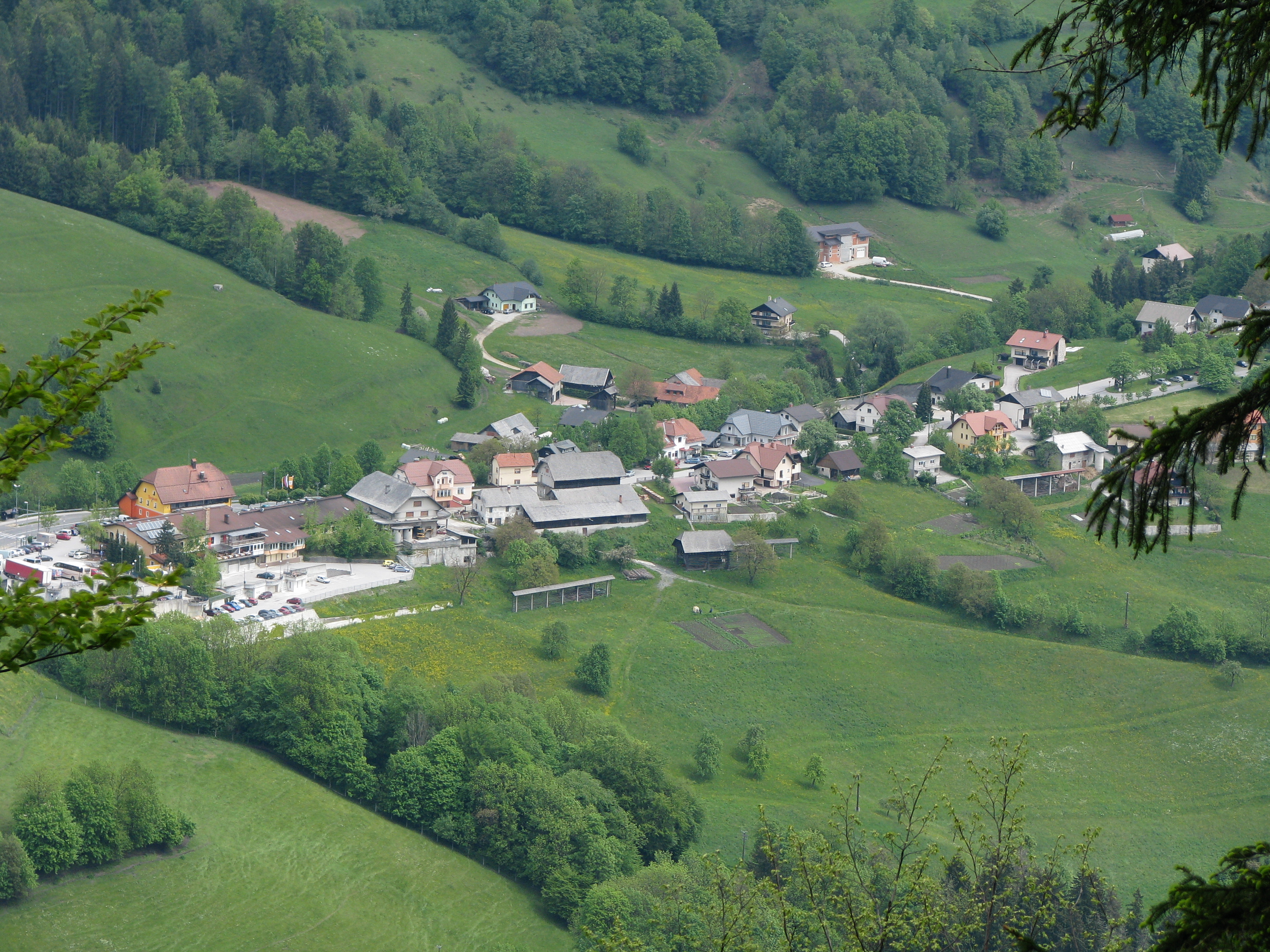
Trojane

Trojane (deutsch: Troyn) ist der Name eines Dorfs und eines Passes in der slowenischen Gemeinde Lukovica. Die Siedlung liegt im nördlichen Teil des Save-Gebirges, auf einem Hügel nahe der Grenze zwischen den beiden slowenischen Regionen Oberkrain und Untersteiermark. Bis zur Fertigstellung der Autobahn 1 im Jahr 2005 lag Trojane an der Hauptverbindung von Ljubljana nach Maribor. 

## Geografie
Trojane, auch Trojanerpass oder Troynerpass genannt, gilt wegen seiner Lage unter dem Bergrücken Učak (609 m) als der leichteste Übergang durch das Schwarztal, zwischen dem Laibacher Becken  (Ljubljanska kotlina) und dem Savinja Tal (Savinjska dolina).

## Geschichte
In römischen Zeiten wurde hier die Straße Aquileia – Emona – Atrans (Trojane) – Celeia im Verlauf der antiken Bernsteinstraße angelegt. Der römische Atrans war ein wichtiger Verkehrs-, Militär-, Post- und Handelsposten, der mit einer befestigten Mauer umgeben war. In der antiken Zeit befand sich Trojane an der Grenze zwischen Pannonien und Noricum. 
Im Mittelalter verlief die Landesgrenze zwischen Krain und Steiermark etwas niedriger und östlicher, nämlich bei Zajasovnik. 
Nachdem man im Jahr 1720 die Straße Ljubljana (Laibach) – Wien neu angelegt hatte, wurde es zu einer bedeutenden Poststellung mit Mautamt, das schon im Jahre 1400 erwähnt wurde.